# یواس‌اس ساتن (دی‌ئی-۲۸۶)
یواس‌اس ساتن (دی‌ئی-۲۸۶) (به انگلیسی: USS Sutton (DE-286)) یک کشتی بود که طول آن ۳۰۶ فوت (۹۳ متر) بود.